# Gregory Bateson
Pour les articles homonymes, voir Bateson.
Gregory Bateson (né le 9 mai 1904 à Grantchester, Royaume-Uni – mort le 4 juillet 1980 à San Francisco) est un anthropologue, psychologue, épistémologue américain. Influencé par la cybernétique, la théorie des groupes et celle des types logiques, il s'est beaucoup intéressé à la communication (humaine et animale), mais aussi aux fondements de la connaissance des phénomènes humains. Il est l'un des fondateurs de l'école de Palo Alto.

## Biographie
Gregory Bateson est le troisième fils du généticien William Bateson, qui l'a prénommé Gregory en souvenir du moine autrichien Gregor Mendel, dont il a fait connaître les découvertes au Royaume-Uni. Dans sa jeunesse, Gregory est tout particulièrement influencé par la lecture du poète William Blake et de l'écrivain satiriste Samuel Butler. En 1915, son frère aîné, John, meurt à la guerre, et en 1922 son autre frère, Martin, se suicide d'une balle dans la tête sur Piccadilly Circus.
En 1924, à la suite d'un voyage aux Galápagos, Bateson, initialement voué à la zoologie, décide de devenir anthropologue. Il fait des études à l'université de Genève et à celle de Cambridge, où il obtient un Bachelor of Arts en sciences naturelles en 1925 et un Master of Arts en anthropologie en 1930.
De 1927 à 1928, il effectue un travail de terrain chez différents peuples, notamment les Baining de Nouvelle-Bretagne. De 1928 à 1930, il se rend chez les Iatmul de Nouvelle-Guinée. En 1929, il enseigne la linguistique mélanésienne à l'université de Sydney. De 1931 à 1934, il enseigne au St John's College à Cambridge. C'est en 1932, chez les Iatmul qu'il rencontre le couple d'anthropologues Margaret Mead et Reo Fortune. En 1935, il épouse Margaret Mead et part avec elle faire un travail de terrain à Bali, sur la base duquel ils réalisent un film, Dance and Trance in Bali.
En 1938, il revient chez les Iatmul. En 1939 naît de Mead et Bateson Mary Catherine Bateson, qui deviendra également anthropologue. En 1940, Bateson travaille à l'American Museum of Natural History sur le matériel provenant de Bali. De 1942 à 1945, il est anthropologue au Musée d'art moderne de New York, où il travaille aussi pour les services de renseignements américains, l'ancêtre de la CIA, dans le sud-est asiatique. De 1947 à 1948, il enseigne à Harvard. De 1942 à 1953, il participe avec Margaret Mead aux fameuses conférences Macy qui seront à l'origine du courant cybernétique et des sciences cognitives.
En 1948, le psychiatre Jurgen Ruesch lui procure un emploi dans son équipe de recherche clinique à San Francisco et, en 1951, ils publient ensemble Communication et Société. Cette même année, Bateson, qui a divorcé de Margaret Mead en 1950, épouse Elisabeth Summer, une ancienne patiente de Ruesch qu'il avait engagée comme assistante.
En 1952, il initie le célèbre « Projet Bateson » sur l'étude du paradoxe de l'abstraction dans la communication, financé par la fondation Rockefeller pour appliquer la démarche systémique aux sciences sociales et à l'étude des communications. Bateson réunit, au sein du Veterans Administration Hospital de Palo Alto, une équipe composée de l'étudiant en communication Jay Haley, de l'étudiant en psychiatrie William Fry et de l'anthropologue John Weakland qui avait suivi ses cours à la New School for Social Research de New York en 1947.
En 1954, Bateson obtient par Frank Fremont-Smith un financement pour deux ans de la part de la Fondation Macy pour l'étude de la communication chez les schizophrènes. Cette même année, William Fry va faire son service dans l'US Navy et le groupe est rejoint par le psychiatre Donald D. Jackson. En 1956, les membres du projet publient leur article commun Vers une théorie de la schizophrénie qui introduit le concept de « double contrainte ». Bateson obtient la nationalité américaine la même année.
Dans les années 1970, il enseigne la psychologie humaniste à l'université de la Psychologie Humaniste de San Francisco, devenue plus tard Saybrook University (en).
Il meurt le 4 juillet 1980, à l'âge de 76 ans, au San Francisco Zen Center.

## Apport et travaux
Paul Watzlawick décrit Bateson comme « un homme de la Renaissance » avec « une immense culture proprement étonnante ».
Parmi ses apports principaux, la postérité a retenu :
- le concept de la schismogenèse : qui rend compte de la dynamique de l'équilibre social. Conçu lors de l'étude du peuple des Iatmul, à l'aide de la méthode abductive, ce concept introduit une analyse interactionnelle du comportement humain. Dans le domaine de la psychiatrie, Bateson introduit une réflexion systémique qui ne veut pas seulement étudier la maladie d’une manière isolée, mais pose la question des interactions avec l'environnement[3].

- l'hypothèse de la double contrainte ((en) double bind) : appliquée au domaine de la schizophrénie, la thérapie familiale s'en est inspirée.

On considère qu'entre toutes ses contributions, l'eurêka batesonien a été l'introduction de la typologie logique de Russell et Whitehead dans les sciences sociales pour dégager les « doubles contraintes » générales qui peuvent se particulariser en psychologie dans sa théorie de la schizophrénie et du fantasme.
Dans son livre Vers une écologie de l’esprit, Bateson propose un schéma hiérarchisé de l'apprentissage, divisé en plusieurs niveaux. Il établit des limites de la conscience en la comparant à un iceberg dont seul le pic est visible mais dont la plus grande partie se cache sous la surface.
En 1987 a été fondé en Belgique l'Institut Gregory Bateson afin de « diffuser, promouvoir et développer une vision interactionnelle et stratégique du comportement humain auprès des professionnels de la santé mentale et du grand public ». Ses trois centres de consultation et de formation à la thérapie brève se trouvent à Paris, Aywaille (province de Liège) et Lausanne.

## Œuvres
- (en) Naven: A Survey of the Problems suggested by a Composite Picture of the Culture of a New Guinea Tribe drawn from Three Points of View. Stanford University Press.  (ISBN 0-8047-0520-8).
  - Traduit sous le titre (fr) La Cérémonie du naven, Éditions de Minuit, Paris 1971; réédition L.G.F. 1986
- Avec Mead, M. (1942). (en) Balinese Character: A Photographic Analysis. New York Academy of Sciences.  (ISBN 0-89072-780-5)
- (fr) Perceval le Fou - autobiographie d'un schizophrène, 1830-1832, Éd. Payot, Paris 1975
- (en) Steps to an Ecology of Mind: Collected Essays in Anthropology, Psychiatry, Evolution, and Epistemology, 1972 University Of Chicago Press.
  - Traduit sous le titre (fr) Vers une écologie de l’esprit, Seuil, Paris ; t. I : 1977 ; t. II : 1980.
- (en) Mind and Nature: A Necessary Unity (Advances in Systems Theory, Complexity, and the Human Sciences, 1979
  - Traduit sous le titre (fr) La nature et la pensée, Seuil, Paris, 1984.
- (fr) Une unité sacrée, Seuil, Paris, 1996.
- avec Jurgen Ruesch : (1951) (en) Communication: The Social Matrix of Psychiatry. W.W. Norton & Company.  (ISBN 0-393-02377-X).
  - Traduit sous le titre (fr) Communication et Société, Seuil, Paris, 1988.
- avec Mary Catherine Bateson :
  - (fr) La peur des anges, Seuil, Paris, 1989.